# Ace Hood
Antoine McColister (n. 11 mai 1988), cunoscut sub numele de scenă Ace Hood, este un rapper american.

## Discografie
Albume de studio
- Gutta (2008)
- Ruthless (2009)
- Blood, Sweat & Tears (2011)
- Trials & Tribulations (2013)
- Beast of the South (2014)[1]

## Premii
- BET Hip Hop Awards
  - 2008: "Cypher 3" (cu Juelz Santana, Fabolous și Jadakiss)
  - 2011: "Cypher 5" (cu Kevin McCall, Tyga și Chris Brown)
- BET Awards
  - 2011: "Hustle Hard (Remix)" (cu DJ Khaled, Rick Ross și Lil Wayne)[2]